# 월면좌표계

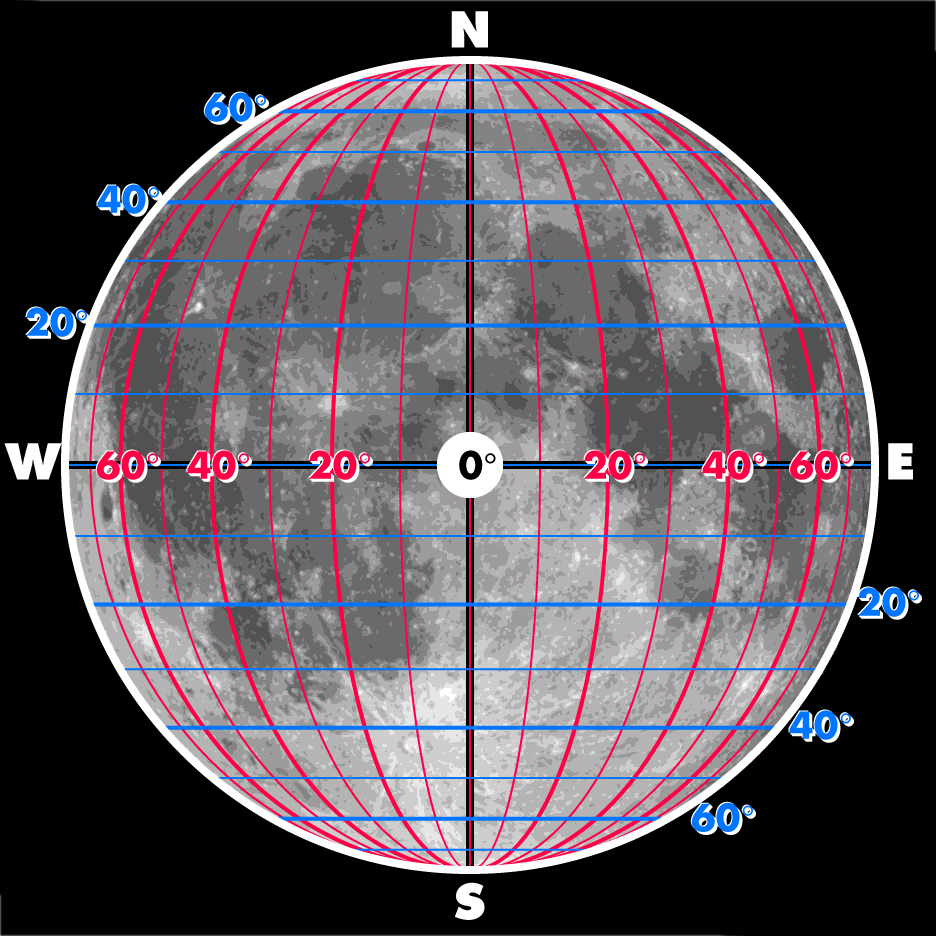

월면좌표계(月面座標系, 영어: Selenographic coordinate system)는 달 표면에서 위치를 표현하기 위해 사용하는 좌표계로, 지구의 경도와 위도처럼 두 숫자로서 달 표면의 모든 지점을 나타낼 수 있다.
경도는 달의 본초 자오선(달의 북극에서 달의 남극을 잇는 선 중 지구에서 보았을 때 정가운데에 위치한 선)으로 정의하며, 위도는 달의 적도로부터 북극 또는 남극으로 향한 정도이다. 경도와 위도 모두 단위는 도이다.
월면좌표계는 뫼스팅 충돌구의 작은 위성 충돌구인 뫼스팅 A에서 정의되어 있다. 뫼스팅 A의 좌표는 다음으로 정의하고 있다.
| 위도 | 3° 12' 43.2" S |
| 경도 | 5° 12' 39.6" W |
이후 달 레이저 거리 측정실험을 통해, 월면좌표계의 정확성이 향상되었다.
칭동 효과를 고려하지 않으면 90°E나 90°W를 넘어가는 지점은 지구에서 관측할 수 없다. 칭동을 고려하면, 달 표면의 59% 가량을 지구에서 관측할 수 있다.

## 경도
달의 경도는 동서쪽 모두 본초 자오선으로부터 측정한다. 방향을 특정하지 않으면, 동쪽이 양수, 서쪽이 음수이다.
대략적으로 달의 본초 자오선은 지구에서 본 달의 정가운데 위치한다. 하지만 좌표계에 따라 정확한 본초 자오선의 정의된 위치는 약간의 차이를 보이고 있다. 국제천문연맹은 본초 자오선을 지구 중심에서 달 중심을 바라본 평균 방향으로 정의하는 "평균 지구/극 축" 체계를 권장한다.

## 여경도
달의 여경도(Selenographic colongitude)는 본초 자오선으로부터 서쪽으로 잰, 달 명암 경계선의 경도이다. 태양이 막 떠오르기 시작할 때 아침의 명암 경계선은 달 전체에 반원을 그리며, 달이 궤도를 돔에 따라 명암 경계선의 위도는 증가한다. 달의 여경도는 명암 경계선이 진행하는 방향으로 0°에서 359°까지 증가한다.
본초 자오선에 태양이 뜨는 것은 달의 위상이 상현이 되는 순간이다. 이 때의 여경도가 0°로 정의된다. 즉, 보름달일 때 여경도는 90°, 하현에서 180°, 신월에서 270°가 된다. 신월 시기에는 일식을 제외하고 지구에서 달을 거의 관측할 수 없다.
입사각이 낮을 때 생기는 그림자는 매우 길어, 명암 경계선 근처는 망원경을 통한 관측과 사진 촬영의 대상으로서 인기가 많다. 관측자는 여경도 값을 암으로써 명암 경계선의 위치를 알고 관측 계획을 세울 수 있다.
저녁으로 변하는 명암 경계선의 경도는 여경도에 180°를 더하여 구할 수 있다.